# Paul McNulty
Paul McNulty é um construtor de pianos históricos, descrito pelo Dicionário de Música e Músicos New Grove como “famoso pelo alto padrão dos seus instrumentos”. Os modelos replicados por McNulty podem estender-se desde os primeiros pianos clássicos, como o piano Silbermann datado de 1749, o piano Stein datado de 1788, e o piano Walter de 1992, até aos instrumentos românticos, como os pianos Graf datados de 1819 e 1836, o piano Pleyel de 1830, o piano Boisselot de 1846 e o piano Streicher de 1868. Deste modo, a diversidade das réplicas de McNulty ajudou a “fornecer várias possibilidades de repertório para tecla a executar, e que inclui o repertório para piano do século XIX” (New Grove - Dicionário de Música e Músicos).

## Biografia
Paul McNulty nasceu em 1953 na cidade de Houston, no Texas. Em 1976 frequentou o conservatório Peabody, onde estudou guitarra clássica e posteriormente alaúde. Em 1978 ingressou na Escola de Tecnologia de Instrumentos de Teclado de Cordas em Nova Inglaterra, nos EUA, e onde teve Bill Garlick como mestre. No seu exame final, McNulty obteve a mais alta qualificação possível: a de “afinador”. Participou de um seminário na fábrica Steinway, em Nova Iorque, tendo sido recrutado para trabalhar nesta como técnico. Contudo, optou por seguir a carreira de construtor de forte-pianos, tornando-se aprendiz de Robert Smith em Somerville, Massachusetts. 

Em 1986, John Gibbons convidou McNulty para acompanhar a sua digressão europeia com a Orquestra do Século XVIII, dirigida por Frans Brüggen. Gibbons executou os concertos K.491 e K.466 de Mozart. No mesmo ano, McNulty mudou-se para Amsterdão. Com o intuito de encontrar a melhor madeira para a construção de forte-pianos, mudou-se mais tarde para a República Checa. Desde 1995, McNulty mora e trabalha em Divisov, uma pequena cidade na República Checa. Em 2004 casou-se com a pianista russa-canadense Viviana Sofronitsky.

O forte-piano de McNulty foi comprado pela Academia Norueguesa de Música em Oslo, e continua a funcionar perfeitamente, passados 25 anos sobre a sua construção. O pianista austríaco Paul Badura-Skoda e o cravista Trevor Pinnock encomendaram um forte-piano para um concerto no Carnegie Hall, uma casa de espectáculos. Em Setembro de 2018, várias réplicas dos forte-pianos de McNulty foram utilizadas no primeiro Concurso Internacional de Piano Frédéric Chopin (organizado pelo Instituto Nacional Frédéric Chopin), nomeadamente as cópias dos pianos Graf de 1819, Pleyel de 1830 e Boisselot de 1826.

## Os forte-pianos de McNulty
●      Pianoforte de Silbermann 1749
●      Pianoforte de Johann Andreas Stein ca. 1788
●      Pianoforte de Anton Walter 1792 and Walter & Sohn ca.1805
●      Pianoforte de J. Fritz 1812
●      Pianoforte de Conrad Graf 1819, 1822 and 1836
●      Pianoforte de Buchholtz 1826
●      Pianoforte de Ignaz Pleyel 1830
●      Pianoforte de Boisselot 1846
●      Pianoforte de Streicher 1868

Actualmente, McNulty constrói forte-pianos adaptados para recitais com obras de Carl Philipp Emanuel Bach, de Mozart e Beethoven a Chopin, de Liszt ou Brahms. Em 2009, McNulty construiu a primeira réplica moderna de um piano francês Pleyel, o favorito de Chopin. Em 2011, a pedido da Klassik Stiftung Weimar, construiu uma cópia de um dos pianos pessoais de Liszt, o Boisselot op.2800. Em 2015, McNulty ampliou a sua lista de primeiras réplicas modernas com um piano Streicher, o modelo favorito de Brahms. Em 2020, Paul McNulty criou a sua primeira réplica de um forte-piano Silbermann para o professor Malcolm Bilson.

Desde 1985, McNulty replicou mais de 300 pianos para clientes de diversos países: Música do Corpo Unipessoal (Lisboa), Festival Internacional de Chopin, 1º Concurso Internacional de Piano Frédéric Chopin, Instituto Nacional Frédéric Chopin, Festival de Glyndebourne, Ópera de Paris, Royal Academy of Music (Londres), Royal College of Music (Londres), Universidade de Música e Arte (Viena), Universidade Paris 4 - Paris Sorbonne, Conservatório Nacional Superior de Música e Dança de Paris, Academia de Música de Basileia, Universidade de Música de Trossingen, Universidade de Música em Hannover, Drama e Mídia, Universidade de Música de Colónia, Universidade de Stanford, Universidade de Harvard, Universidade Oberlin, Prof. Paul Badura-Skoda, Nikolaus Harnoncourt, Prof. Malcolm Bilson, Katia & Marielle Labeque, Kristian Bezuidenhout, Prof. Ronald Brautigam, etc.

## Gravações
- Ronald Brautigam. Ludwig van Beethoven. Complete works for solo piano. Vol.2.  Graf, Walter, Stein. Label: BIS
- Kristian Bezuidenhout. Wolfgang Amadeus Mozart. Keyboard Music. Vol.2. Walter. Label: Harmonia Mundi
- Viviana Sofronitsky with Warsaw Chamber Opera Orchestra on Period Instruments. Complete Mozart Piano Concertos (11 CD box). Walter. Label: Etcetera
- Viviana Sofronitsky. F.Schubert. Wanderer Fantasy, Impromptus opp. 90 & 142. 1819 Graf. Label: CAvi
- Neal Peres De Costa. Pastoral Fables. Works for cor anglais and pianos. Streicher. Label: ABC Classics
- Nikolaus Harnoncourt, Rudolf Buchbinder. Wolfgang Amadeus Mozart. Piano concertos No. 23&25. Walter. Label: Sony
- Paul Badura-Skoda with Musica Florea. Wolfgang Amadeus Mozart. Piano concertos K.271, K.414. Walter. Label: Arcana
- Robert Levin with the Academy of Ancient Music, Christopher Hogwood. Wolfgang Amadeus Mozart. Piano Concertos K271 & K414. Walter. Label:  L'Oiseau-Lyre
- Krzysztof Książek. Fryderyk Chopin, Karol Kurpiński. Piano Concerto No.2 f-moll (solo version), Mazurkas, Ballade; Fugue & Coda B-dur. Buchholtz. Label: NIFCCD
- Viviana Sofronitsky, Sergei Istomin. Fryderyk Chopin. Complete works for cello and piano. 1830 Pleyel, 1819 Graf. Label: Passacaille